# Paul Krause (Footballspieler)
Paul James Krause (* 19. Februar 1942 in Flint, Michigan) ist ein ehemaliger US-amerikanischer American-Football-Spieler.

## Herkunft
Krause wurde in der Automobilstadt Flint geboren und wuchs unter ärmlichen Bedingungen in Burton, Michigan, auf. Seine Eltern waren sehr gläubig, was sich auch in der Erziehung von Krause bemerkbar machte. Gottesdienst hatte in der deutschstämmigen Familie von Krause immer Vorrang vor dem Sport und dies obwohl der Sport als Schlüssel für ein besseres Leben betrachtet wurde. Auf der High School spielte er neben American Football auch Basketball und Baseball. Insbesondere seine Leistungen im Basketball (er erzielte in einem Spiel 54 Punkte) brachte ihm ein Stipendium an der University of Iowa ein.

## Spielerlaufbahn

### Collegekarriere
Krause spielte auf dem College für die Iowa Hawkeyes, der American Footballmannschaft seines Colleges. Er wurde sowohl als Safety, als auch als Wide Receiver eingesetzt. In einem einzigen Spiel konnte er 1963 sechs Passfänge zu Touchdowns verwandeln, was ihm die Nominierung für mehrere Auswahlspiele einbrachte.
Neben American Football spielte er auch sehr erfolgreich Baseball, was ihm große Aufmerksamkeit bei den Scouts der MLB einbrachte, die ihn für den Draft vorsahen. Eine Schulterverletzung, die er in einem Footballspiel erlitt, machte allerdings eine professionelle Spielerlaufbahn als Baseballspieler unmöglich.

### Profikarriere
1964 wurde er von den Washington Redskins verpflichtet, für die er bis 1967 spielte. In der NFL kam er ausschließlich als Safety und in den Special Teams zum Einsatz. Bereits bei den Redskins war sein großes Potential erkennbar. Ihm gelang es in vier Spielzeiten 28 mal einen gegnerischen Pass abzufangen, alleine in seinem ersten Spieljahr gelangen ihm unter seinem Trainer Bill McPeak 12 Interceptions, das war Ligarekord.
Ab 1968 lief Krause für die Minnesota Vikings auf. Für die Mannschaft von Trainer Bud Grant spielte er bis 1979. Den Vikings gelang es unter ihrem Quarterback Fran Tarkenton insgesamt viermal in den Super Bowl einzuziehen. Sie konnten keines dieser Spiele gewinnen. Super Bowl IV ging mit 23:7 gegen die Kansas City Chiefs verloren, obwohl es Krause gelungen war einen Pass von Len Dawson abzufangen und er zudem einen Fumble sichern konnte. Im Super Bowl VIII musste man sich den Miami Dolphins mit 24:7 geschlagen geben. Niederlagen gab es auch im Super Bowl IX mit 16:6 gegen die Pittsburgh Steelers und im Super Bowl XI mit 32:14 gegen die Oakland Raiders.
Krause gelang es in seiner Laufbahn 81 Pässe abzufangen, damit hält er den ewigen Rekord vor Emlen Tunnell. Drei Interceptions konnte er zu Touchdowns in die gegnerische Endzone laufen. Ferner sicherte er 19 Fumbles, die er gleichfalls zu drei Touchdowns verwerten konnte. Während seiner 16 Jahre andauernden Profilaufbahn verpasste er lediglich zwei Spiele wegen Verletzung.

## Ehrungen
Krause ist seit 1998 Mitglied in der Pro Football Hall of Fame und in der Iowa Sports Hall of Fame. Er spielte in acht Pro-Bowls, dem Saisonabschlussspiel der besten Spieler einer Saison. Krause wurde achtmal zum All Star gewählt. Er gehört zu den 90 besten Spielern, die jemals für die Redskins, bzw. aktuell die Commanders aufgelaufen sind. 

## Nach der Spielerkarriere
Krause besitzt mehrere Restaurants. Er ist zurzeit Kreisrat im Dakota County. Paul Krause ist verheiratet und hat zwei Töchter und einen Sohn.

## Quelle
- Jens Plassmann: NFL – American Football. Das Spiel, die Stars, die Stories (= Rororo 9445 rororo Sport). Rowohlt, Reinbek bei Hamburg 1995, ISBN 3-499-19445-7.

| Personendaten    | Personendaten                     |
| ---------------- | --------------------------------- |
| NAME             | Krause, Paul                      |
| ALTERNATIVNAMEN  | Krause, Paul James                |
| KURZBESCHREIBUNG | US-amerikanischer Footballspieler |
| GEBURTSDATUM     | 19. Februar 1942                  |
| GEBURTSORT       | Flint, Michigan                   |